# Gaetano Guadagni
Gaetano Guadagni (* 16. Februar 1728 in Lodi; † 11. Oktober oder November 1792 in Padua) war ein italienischer Opernsänger (Alt-Kastrat) und Komponist. Er wird besonders mit der Titelrolle von Glucks Orfeo ed Euridice identifiziert und arbeitete auch mit Georg Friedrich Händel zusammen.

## Leben
Sein Geburtsort und -datum waren lange Zeit nicht bekannt, erst zu Beginn des 21. Jahrhunderts wurde sein Taufeintrag gefunden, woraus hervorgeht, dass er am Morgen des 16. Februar 1728 in Lodi geboren wurde. Gaetano gehörte zu einer Musikerfamilie, seine Eltern waren Sebastiano Guadagni und Caterina Maura. Sein Bruder Giuseppe Guadagni war ein bekannter Tenor und auch seine drei Schwestern Anna, Angiola und Lavinia waren Opernsängerinnen; eine besonders enge Beziehung hatte Gaetano zu Angiola.
Über seine Ausbildung ist nichts bekannt, wahrscheinlich erhielt er ersten Musikunterricht als Chorknabe in Lodi. Nach Aufenthalten in Cremona und Mantua ging Gaetano 1746 nach Padua und nahm eine Stelle als Altist in der Kapelle der Basilica di Sant’ Antonio an, wo er Schüler von Francesco Antonio Vallotti war. Er wurde jedoch bald wegen Vertragsbruch entlassen. Im selben Jahr hatte er am Teatro San Moisè in Venedig erste Opernauftritte in kleinen Rollen in Girolamo Michielis Zenobia und in einer Cesare in Egitto eines unbekannten Komponisten.
Zwei Jahre später reiste er mit der auf Buffa-Opern spezialisierten Truppe von G. F. Crosa nach England und debütierte am Haymarket Theatre in der Rolle des Celindo in Rinaldo di Capuas La commedia in commedia.

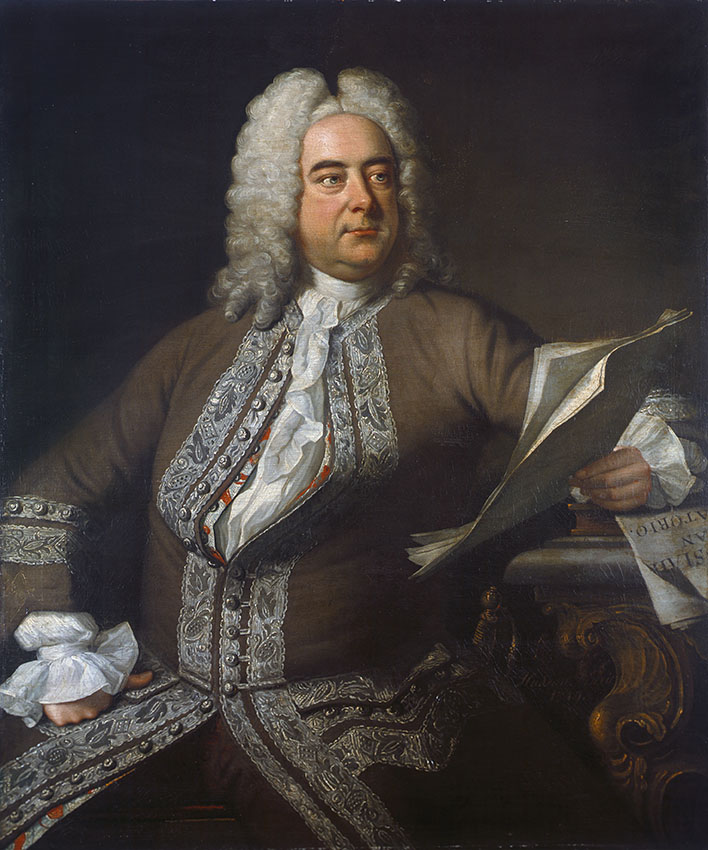
Georg Friedrich Händel

Durch die Sopranistin Giulia Frasi lernte er Georg Friedrich Händel und Charles Burney kennen. Händel ließ Guadagni in seinen Oratorien Messiah und Samson die ursprünglich für Susannah Cibber komponierten Partien singen und komponierte für ihn die Rolle des Didymus in Theodora (1750). Burney, der Guadagni während dieser Zeit beim Einstudieren seiner Rollen half (wahrscheinlich vor allem mit der englischen Sprache), schrieb später, dass dieser anfangs ein „wilder und nachlässiger Sänger“ gewesen sei (a wild and careless singer) aber mit einer guten Stimme, die er als einen „vollen und wohl intonierten Countertenor“ (full and well-toned countertenor) bezeichnete, wobei er sich merkwürdigerweise auf das englische Stimmfach von Falsettisten bezog. Mit der Arie des Micah Return, oh God of hosts aus Samson hatte Guadagni besonderen Erfolg beim englischen Publikum.
Daneben trat er auch in der italienischen Opera seria auf, u. a. in Vincenzo Ciampis Adriano in Siria (1750). Guadagnis erster Aufenthalt in der englischen Hauptstadt währte bis zum Jahr 1753, abgesehen von einer erfolgreichen Tournee nach Dublin 1751–1752.
1753 hatte er ein Engagement in Lissabon, wo er Gesangsunterricht bei seinem berühmten Kollegen Gioacchino Conti, gen. Gizziello, nahm. Burney meinte, dass Guadagni wahrscheinlich erst dadurch zu dem großen Sänger wurde, als welcher er dann bewundert wurde. Im Jahr darauf sang er in Paris im Concert spirituel und vor dem königlichen Hof in Versailles, danach trat er in Brüssel in einem dramma giocoso Don Calascione auf.
Wieder in London, wirkte Guadagni 1755 am Drury Lane Theatre in John Christopher Smiths The Fairies mit, in der Rolle des Lysander. Dabei lernte er den berühmten Schauspieler David Garrick kennen, der Guadagnis schauspielerische Fähigkeiten weiter ausbildete.
Die Zeitgenossen waren sich darüber einig, dass Gaetano Guadagni ein gutaussehender Mann war: von einem Kollegen wurde er 1748 in einem Brief als „schöner junger Sopran“ (un Soprano bello, giovane) bezeichnet; auch später wurde er für seine „schöne Figur“ (bella figura) gepriesen; und für den englischen Tenor Michael Kelly war Guadagni „der bestaussehende Mann seiner Art, den ich je gesehen habe“, und „ohne jene körperlichen Defekte, die man sonst gewöhnlich bei Kastraten sieht“ (...senza que’ difetti nel corpo che ne’ castrati ordinariamente si vedono.). Das bedeutet wahrscheinlich, dass er weder unter Riesenwuchs litt, noch fettleibig war.

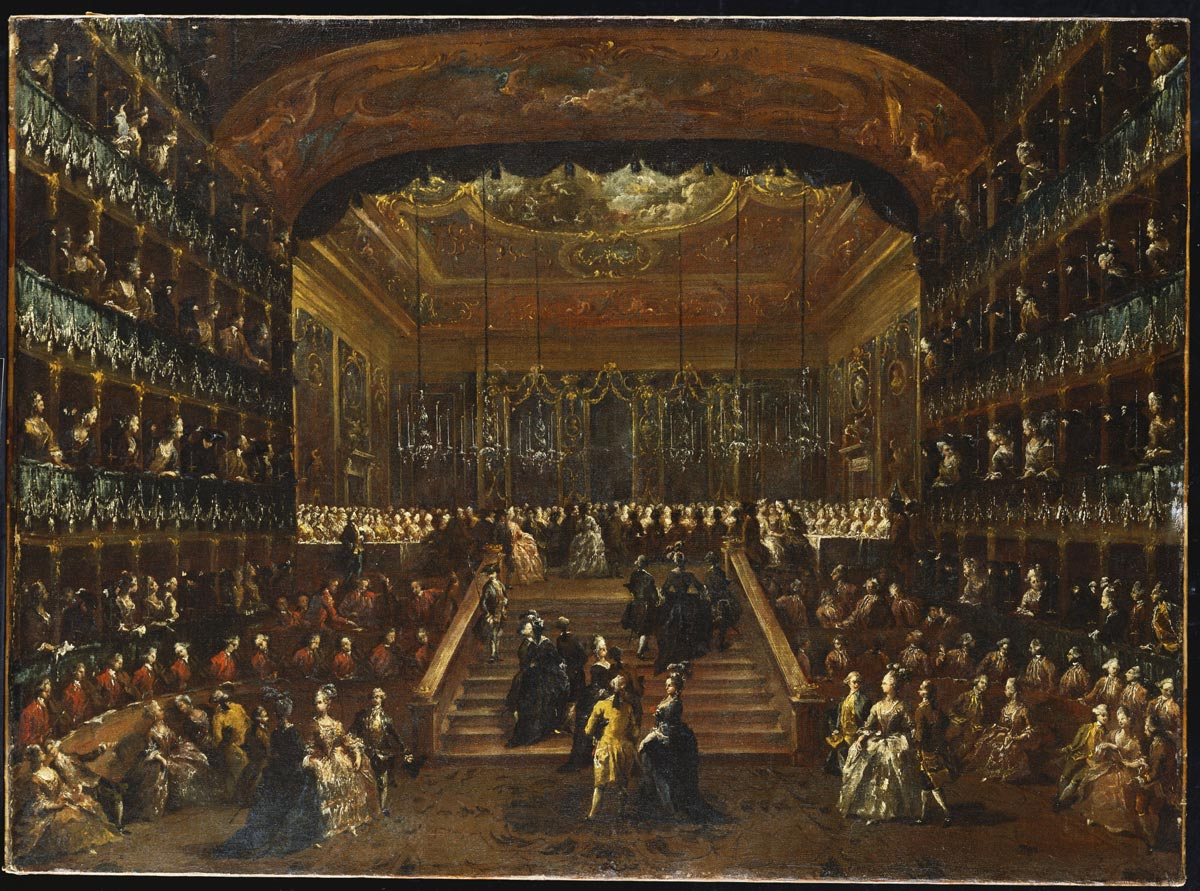
Das Teatro San Benedetto in Venedig (1782), wo Guadagni in seinem Leben häufiger auftrat

Im Karneval 1757 war der mittlerweile berühmte Guadagni zurück in Italien, mit Auftritten im Teatro San Benedetto in Venedig, u. a. in Ciampis Catone in Utica. Im selben Jahr sang er auch in Reggio Emilia in Tommaso Traettas La Nitteti und in Lucca im Artaserse von Baldassare Galuppi.
Zwischen 1756 und 1760 führte ihn seine Karriere an Opernhäuser in Parma, Venedig, Verona, Lucca, Turin und Neapel. Der Sopranistin Caterina Gabrielli soll er Ratschläge gegeben haben, um ihren Geschmack zu bilden, obwohl sie ihn mit ihrem Bravourgesang beinahe „an die Wand“ gesungen hätte; es heißt auch, dass sie in ihn verliebt gewesen sei.
Während der Feierlichkeiten zur Hochzeit von Erzherzog Joseph von Österreich mit Isabella von Bourbon in Parma sang Guadagni in Traettas Opern Le feste d’Imeneo (September 1760) und Enea e Lavinia (Frühling 1761).
Nach Auftritten in Turin in Piccinnis Tigrane und in Artaserse von Johann Christian Bach, ging er 1761 an den württembergischen Hof nach Ludwigsburg und Stuttgart und dann ins kaiserliche Wien.

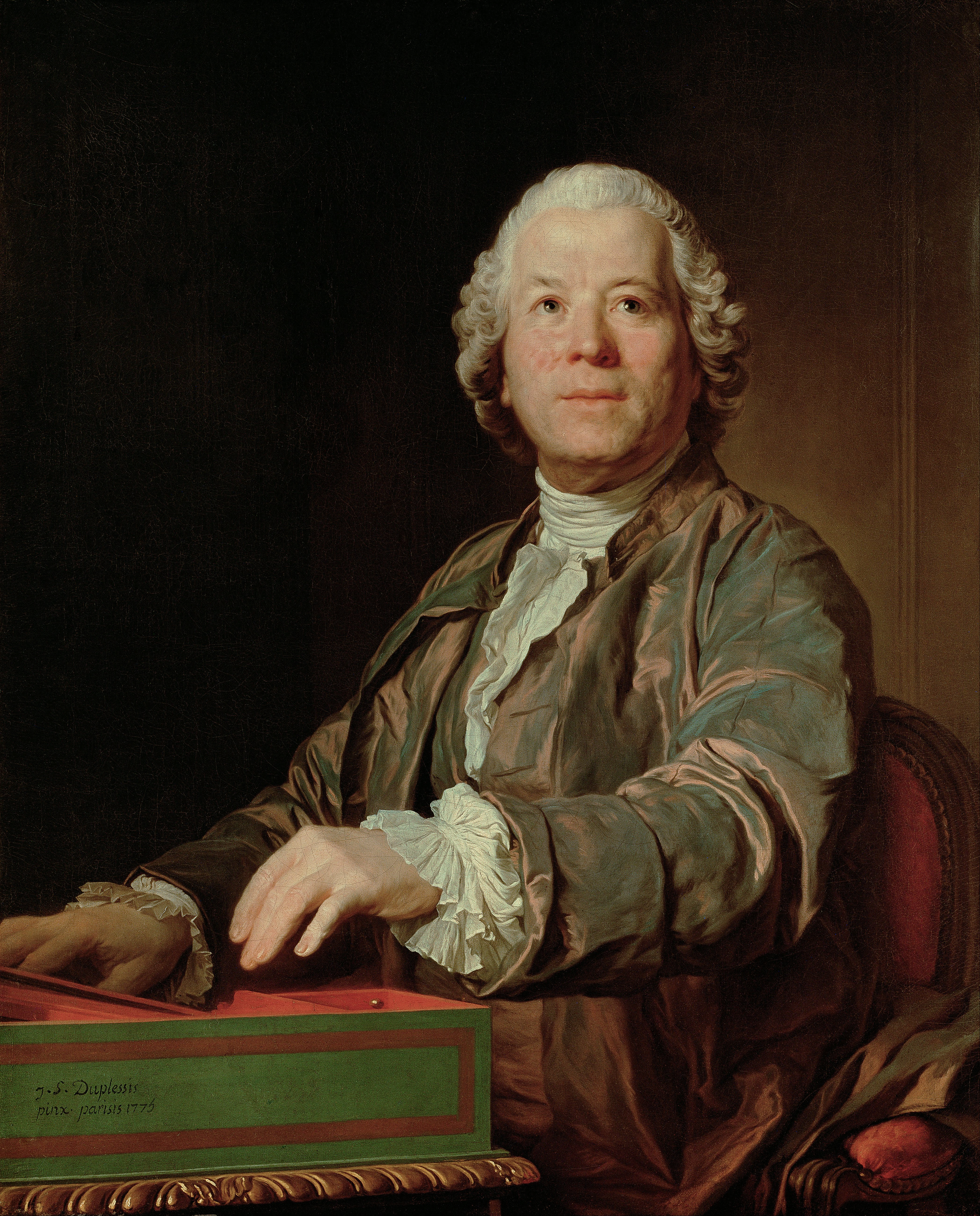
Christoph Willibald Gluck

Dort debütierte er 1762 als Orazio in Johann Adolph Hasses Oper Il trionfo di Clelia. Am 5. Oktober desselben Jahres folgte der entscheidende Auftritt seines Lebens, als er den Orfeo in der Uraufführung von Christoph Willibald Glucks erster Reformoper Orfeo ed Euridice verkörperte. Der Erfolg dieser Oper wurde vom Librettisten Calzabigi ausschließlich Gaetano Guadagni zugeschrieben, der den Orfeo später auch in Italien, London und München sang und so sehr mit dieser Rolle identifiziert wurde, dass er auch in mehreren anderen Vertonungen des Stoffes mitwirkte und im letzten Jahrzehnt seiner Karriere nur wenige andere Rollen gesungen hat.
Bis 1765 wirkte Guadagni in Wien als primo uomo in verschiedenen Werken von Gluck, Traetta, Hasse und Florian Leopold Gassmann, insbesondere 1764 zur Krönung Josephs II. zum Römischen König in Hasses festa teatrale Egeria, und 1765 zur Hochzeit Josephs mit seiner zweiten Frau Maria Josepha von Bayern in Gassmanns Il trionfo d’Amore. Danach sang er auch in Innsbruck bei der Hochzeit von Erzherzog Leopold von Österreich mit Maria Ludovica de Borbon in Hasses Oper Romolo ed Ersilia.
Von 1765 bis 1769 hatte er vor allem Engagements an den venezianischen Theatern San Benedetto und San Salvatore, sowie in Padua, wo er im Jahr 1768 in der Basilica di Sant’Antonio (die ihn früher entlassen hatten) wieder als Solist aufgenommen wurde, für ein jährliches Gehalt von 400 Dukaten, wofür er aber nur an den vier Hauptfesten zu singen hatte. Seinen Wohnsitz wählte er nun ebenfalls in Padua.

Im Karneval 1768 in Rom sang er am Teatro Argentina in Antonio Sacchinis Artaserse und in Piccinnis Vertonung der Olimpiade; im Karneval 1769 war er wieder in Venedig, mit Auftritten in Galuppis Arianna e Teseo und in Demofoonte von Josef Mysliveček. Er sang während dieser Jahre außerdem in Opern von Ferdinando Bertoni, Giovanni Battista Borghi und Pietro Alessandro Guglielmi.

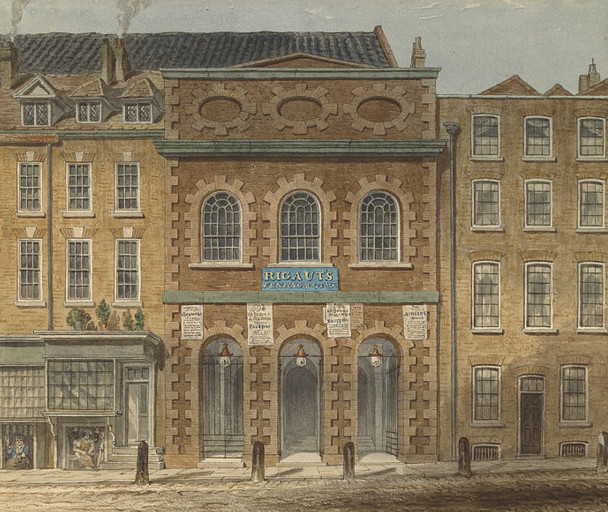
Das Haymarket-Theatre in London (1783)

Von 1769 bis 1771 war Guadagni noch einmal in London, mit Auftritten in Guglielmis Oper Ezio und einem Pasticcio Olimpiade mit Musik von Piccinni und Johann Christian Bach, sowie in einem Oratorium des letzteren. Im April 1770 sang Guadagni seine Rolle des Orfeo in einem Pasticcio mit Musik von Gluck, Joh. Chr. Bach und Guglielmi, in der er auch eine selbstkomponierte Arie „Men tiranne, ah, voi sareste“ vortrug, die nach diesen Aufführungen in der Sammlung The favourite songs in the opera Orfeo publiziert wurde (London 1770).

“[…] his attitudes, action, and impassioned and exquisite manner of singing the simple and ballad-like air ‚Che farò‘, acquired him very great and just applause; […]”

„[…] sein Verhalten, sein Spiel, und die leidenschaftliche und exquisite Art, die einfache, balladenhafte Arie „Che farò senza Euridice“ zu singen, brachten ihm sehr großen und gerechten Applaus ein; […]“

Aber Guadagni scheint sich so völlig mit der von ihm dargestellten Figur identifiziert zu haben, dass er sich weigerte, eine Vorstellung des Orfeo zu unterbrechen, sich nach einer Arie zu verbeugen oder mitten in der Oper Zugaben zu geben – was ganz und gar nicht den Gepflogenheiten der Zeit entsprach und ihm vom englischen Publikum teilweise übel ausgelegt wurde (laut Charles Burney). Dies zusammen mit einem Streit des Sängers mit einem Mr. Hobart, welcher seine Schwester Lavinia Guadagni beleidigt hatte (die als Sängerin der Opera buffa zur selben Zeit in London weilte), führte dazu, dass Gaetano bei jedem seiner folgenden Auftritte in London ausgepfiffen wurde.

Auch mit seinem alten Bekannten Burney scheint er sich zu dieser Zeit überworfen zu haben, denn dieser bewunderte den Sänger zwar und fand, dass Guadagni „in Ansehung des Geschmacks, des Ausdrucks, der Gestalt und der Aktion in seiner Profession oben an steht“, schrieb aber später teilweise sehr negativ über ihn.
Nach seiner Rückkehr nach Italien wurde Guadagni 1772 in Venedig zum Cavaliere di San Marco (St. Markus-Ritter) ernannt. Im Juni des Jahres in Padua nahm er teil an den Feiern zu Ehren von Maria Antonia Walpurgis von Bayern, Witwe des Kurfürsten von Sachsen Friedrich Christian. Dabei sang er in der Serenata Il trionfo della fedeltà, deren Text und Musik die Kurfürstin selber geschrieben hatte. Diese nahm Guadagni auch gleich mit nach München, wo er bis 1775 blieb und mehrmals als Orfeo auftrat, sowohl in dem Londoner Pasticcio (Karneval 1773), als auch in einer Vertonung durch Antonio Tozzi (1775). Während dieser Jahre diente der Sänger auch als Vermittler zwischen Padua und dem bayerischen Hof.
Im Karneval 1776 verkörperte er im San Benedetto in Venedig wieder den Orfeo in Bertonis Orfeo ed Euridice und sang in Borghis Artaserse. Im selben Jahr sang er auch vor Friedrich d. Großen in Potsdam.
Von da an lebte er endgültig in Padua, arbeitete dort mit dem Komponisten Giovanni Ferrandini zusammen und ließ seine Stimme noch häufig in Kirchen- und Festmusiken hören. Auf einem von ihm selbst organisierten Maskenball sang er 1778 eine Canzone zum Lobe seiner neuen Heimatstadt, und beim Fest der Hl. Caecilia desselben Jahres hörte man ihn zusammen mit seinem berühmten Kollegen Gasparo Pacchiarotti in der Servitenkirche. In Padua gab Guadagni 1782 ein Konzert für das Großherzogspaar von Russland (die sich auf ihrer Reise „Conti del Nord“ nannten) und sang vor Papst Pius VI. vor der Basilica di Sant’Antonio die Antiphon O lingua benedicta. Er trat auch immer wieder als Orfeo auf, unter anderem am 7. Mai 1784 in einer Aufführung zu Ehren des Königs von Schweden.
Besonders während seiner letzten Lebensphase in Padua war Guadagni auch für seine Großzügigkeit bekannt, unter anderem finanzierte er den Bau einer Brücke am Prato della Valle.
Im Jahr 1785 verlor er durch einen Schlaganfall die Fähigkeit zu sprechen.
Gaetano Guadagni starb in Padua am 11. Oktober 1792.
Bedauerlicherweise existiert kein wirkliches Porträt von Guadagni, nur ein Medaillon von Antonio Fedi von 1790 und eine Karikatur.

## Würdigung
Gaetano Guadagni ist einer der berühmtesten Kastraten des 18. Jahrhunderts. Er wurde sowohl für seinen Gesang wie für seine Schauspielkunst bewundert und verkörperte den neuen (?) Typus eines Sänger-Schauspielers.
Burney schrieb über Guadagnis Auftritte in London in der Zeit von 1769 bis 1771:

„[…] er scheint auf den Bühnen Europas nicht seines Gleichen gehabt zu haben: seine Figur war ungewöhnlich elegant und nobel; seine Haltung (countenance) voller Schönheit, Intelligenz und Würde; und sein Verhalten und seine Gesten waren so voller Anmut und Angemessenheit, dass sie exzellente Studien für eine Statue abgegeben hätten. Aber, obwohl seine Art zu Singen vollkommen delikat, fein und kultiviert war, schien seine Stimme zuerst jeden Hörer zu enttäuschen. Diejenigen, die ihn zuvor in England gehört hatten, fanden sie vergleichsweise dünn und schwach.“

Dies schrieb Burney der Tatsache zu, dass Guadagni zwischen 1755 und 1769 den Umfang seiner Stimme vor allem nach oben hin in die Sopranlage erweitert habe und wahrscheinlich auch von den Komponisten entsprechend eingesetzt wurde – was dem allgemeinen Geschmack für sehr hohe Stimmen in der musikalischen Klassik entsprach. Dass er gegen Ende seiner Karriere auch bis in die Sopranlage aufstieg, beweist auch die hohe Tessitur der Arie Pensa a serbarmi, o cara für Guadagni in Bertonis Ezio (Bologna, Civico Museo bibliografico musicale).
Obwohl er durchaus zu virtuosem Gesang in der Lage war, pflegte er nach seiner Zusammenarbeit mit Gluck und dem Erfolg als Orfeo einen relativ einfachen Gesangsstil, der mit den Idealen des zeitgenössischen Klassizismus im Einklang stand und sich in erster Linie auf den Ausdruck konzentrierte. Besondere Wirkungen erzielte er allerdings nach wie vor mit dem schon im Barock beliebten Mittel der messa di voce, einem langsamen An- und Abschwellen der Stimme, das eine perfekte Atemkontrolle verlangt. Laut Burney soll Guadagni es allerdings meistens so eingesetzt haben, dass er einen Ton sehr laut begann und dann fast ersterben ließ, so dass man das Gefühl hatte, dass die Stimme weit entfernt sei. Besonders beeindruckend soll sein expressiver Vortrag von Rezitativen gewesen sein.

## Repertoire (Auswahl)
In der folgenden Liste werden nur Rollen angegeben, die für Gaetano Guadagni komponiert wurden, also entweder mit ihm ihre Uraufführung erlebten oder (selten) eine revidierte Zweitfassung. Die Liste ist nicht vollständig. Wenn nicht anders angegeben, handelt es sich um eine Opera seria (und stammen die Informationen aus der für den Artikel verwendeten Literatur).
- Mitrane in Zenobia von Girolamo Michelli (1746, Venedig, Teatro San Moisè); mit Caterina Bassi Negri[20]
- Didymus in Theodora (engl. Oratorium) von Georg Friedrich Händel (1750, London)
- Prenesto in Il trionfo di Camilla von Vincenzo Ciampi (1750, London); mit Giulia Frasi[21]
- Lysander in The Fairies von John Christopher Smith (1755, London, Drury Lane)
- Arbace in Catone in Utica von Vincenzo Ciampi (Karneval 1756–1757, Venedig, Teatro San Benedetto)[22]
- Sammete in La Nitteti von Tommaso Traetta (1757, Reggio Emilia)[23]
- Titelrolle in Ricimero, re de’ Goti von Antonio Ferrandini (1758, Parma)[24]
- Licida in L’olimpiade von Tommaso Traetta (Herbst 1758, Verona)[25]
- Apollo in Astrea placata von Gian Francesco de Majo (1760, Neapel, Teatro San Carlo); mit Anton Raaff und Clementina Spagnoli[26]
- Enea in Enea e Lavinia von Tommaso Traetta (Frühling 1761, Parma); mit Caterina Gabrielli[27]
- Titelrolle in Tigrane von Niccolò Piccinni (1761, Turin)[28]
- Arbace in Artaserse von Johann Christian Bach (1760–1761, Turin)[29]
- Scitalce in Semiramide von Niccolò Jommelli (1762, Stuttgart)[30]
- Orazio in Il trionfo di Clelia von Johann Adolph Hasse (1762, Wien)
- Orfeo in Orfeo ed Euridice von Christoph Willibald Gluck (5. Oktober 1762, Wien)
- Oreste in Ifigenia in Tauride von Tommaso Traetta (1763, Wien)
- Mercurio in Egeria (festa teatrale) von Johann Adolph Hasse (1764, Wien)
- Megacle in L’olimpiade von Florian Leopold Gassmann (1765, Wien)
- Apollo in Il trionfo d’amore (azione teatrale) von Florian Leopold Gassmann (1765, Wien)
- Titelrolle in Telemaco von Christoph Willibald Gluck (1765, Wien)
- Romolo in Romolo ed Ersilia von Johann Adolph Hasse (1765, Innsbruck)
- Titelrolle in Ezio von Ferdinando Bertoni (1767, Venedig, Teatro San Benedetto)[31]
- Arbace in Artaserse von Antonio Sacchini (1768, Rom, Teatro Argentina)[32]
- Megacle in L’olimpiade von Niccolò Piccinni (1768, Rom, Teatro Argentina)[33]
- Titelrolle in Alessandro in Armenia von Giovanni Battista Borghi (Herbst 1768, Venedig, Teatro San Benedetto); mit Anna De Amicis[34]
- Teseo in Arianna e Teseo von Baldassare Galuppi (Karneval 1769, Venedig, Teatro San Benedetto); mit Anna De Amicis[35]
- Timante in Demofoonte von Josef Mysliveček (Karneval 1769, Venedig, Teatro San Benedetto); neben Anna de Amicis und Caffarelli[36]
- Titelrolle in Ruggiero von Pietro A. Guglielmi (Himmelfahrt 1769, Venedig, Teatro San Salvatore); mit Cecilia Grassi[37]
- Titelrolle in Ezio von Pietro A. Guglielmi (1770, London); mit Cecilia Grassi[38]
- Titelrolle in Gioas, re di Giuda (Oratorium) von Johann Christian Bach (1770, London); mit Cecilia Grassi[39]
- Titelrolle in Orfeo von Antonio Tozzi (1775, München)
- Orfeo in Orfeo ed Euridice von Ferdinando Bertoni (1776, Venedig, Teatro San Benedetto)
- Arbace in Artaserse von Giovanni Battista Borghi (1775–1776, Venedig, Teatro San Benedetto)[40]

## Ehrungen
- Ritterorden von San Marco, verliehen 1772